# Суснин, Александр Александрович
Александр Александрович Суснин (13 ноября 1929, с. Захарово — 15 июля 2003, Санкт-Петербург) — советский и российский киноактёр. Заслуженный артист РСФСР (1991).

## Биография
Родился 13 ноября 1929 года в селе Захарово.
В 1952 году окончил ВГИК, где учился y Б. Бабочкина, после чего был зачислен в штат Театра-студии киноактёра.
B 1957—1992 годах работал на киностудии «Ленфильм».
В кино начал сниматься в студенческие годы (с 1947 года). Его дебют — роль школьника в фильме М. С. Донского «Сельская учительница».
В 1987 году поставил своеобразный рекорд, будучи приглашённым сниматься сразу девятью режиссёрами. В тот же период С. И. Ростоцкий предложил ему главную роль в фильме «Из жизни Фёдора Кузькина» по повести Бориса Можаева «Живой».
Помимо ролей в кино Суснин также занимался озвучиванием отечественных и зарубежных фильмов.
Из-за переохлаждения во время съёмок в фильме «Прорыв» в 1986 году Александр Александрович заболел, получил тяжёлые осложнения и с 1992 года практически не выходил из дома. С января 2002 года актёр был полностью прикован к постели.
Ушёл из жизни 15 июля 2003 года в Санкт-Петербурге на 74-м году жизни. Похоронен на Большеохтинском кладбище в Санкт-Петербурге.

## Фильмография
- 1947 — Сельская учительница — школьник Сергей Ефимович Цыганков
- 1953 — Таинственная находка — Антон, пионервожатый
- 1953 — Застава в горах — пограничник Воробьев
- 1953 — Честь товарища — суворовец
- 1954 — Кортик — красноармеец Стёпа
- 1954 — Тревожная молодость — Василь Манджура
- 1954 — Аттестат зрелости — Ваня Андреев
- 1955 — Педагогическая поэма — Иван Лапоть
- 1955 — Максим Перепелица — Вася Ёжиков
- 1955 — Полюшко-поле — Митя Зубков
- 1956 — Море зовёт — Борис Чумак
- 1957 — Всего дороже — Василий
- 1957 — Степан Кольчугин — Петренко
- 1958 — День первый — Пашка
- 1958 — Наш корреспондент
- 1958 — Смена начинается в шесть — Черёмуха
- 1959 — Жестокость — Санька
- 1960 — Гущак из Рио-де-Жанейро — Семён
- 1960 — Чужая беда — шофер
- 1961 — Полосатый рейс — Сидоренко
- 1961 — Самые первые — авиатехник
- 1961 — Дипломат
- 1961 — Плохая примета
- 1961 — Водил поезда машинист
- 1961 — Старожил — милиционер
- 1962 — Первый мяч
- 1964 — Поезд милосердия — раненый
- 1964 — Зайчик — рабочий сцены
- 1964 — Криницы — Шаповалов
- 1964 — Пока фронт в обороне — шофер на полуторке
- 1964 — Фро — в клубе на танцах
- 1964 — Буря над Азией — матрос
- 1965 — Музыканты одного полка — Михалыч
- 1965 — Одиночество
- 1966 — Погоня — Сашка-браконьер
- 1966 — Мальчик и девочка — папаша возле роддома
- 1966 — Товарищ песня (киноальманах). Песня о матери — пилот
- 1967 — Продавец воздуха — Николай
- 1967 — Тихая Одесса — бандит
- 1967 — Зелёная карета — Мартынов
- 1968 — Ташкент — город хлебный — Степан Дранов, бандит
- 1968 — Гроза над Белой — комбриг
- 1969 — На пути в Берлин — немецкий полковник
- 1969 — Её имя — Весна
- 1970 — Счастье Анны — солдат
- 1970 — Салют, Мария! — махновец
- 1970 — Удивительный заклад — Трофимов
- 1970 — Взрывники — водитель
- 1970 — Севастополь — Зинченко
- 1971 — Дерзость — стрелочник-подпольщик Трошка
- 1971 — Холодно — горячо — пьяный посетитель
- 1972 — Ход белой королевы — лейтенант
- 1973 — Возвращенный год
- 1973 — Земля Санникова— офицер в ресторане
- 1973 — До последней минуты — бандит
- 1974 — День приёма по личным вопросам — посетитель
- 1974 — В Баку дуют ветры — Володя Голубев
- 1974 — Свет в конце тоннеля
- 1975 — Прошу слова — прораб
- 1975 — Звезда пленительного счастья — караульный
- 1975 — Единственная… — Леха
- 1975 — Полковник в отставке — отец юного рабочего
- 1975 — Рассказ о простой вещи
- 1976 — Двадцать дней без войны — солдат
- 1976 — Всего одна ночь
- 1976 — Строговы 7-8 серии — Саня из Грибовского
- 1977 — Нос — мужик в трактире
- 1977 — Кадкина всякий знает
- 1977 — Житейское дело
- 1977 — Убит при исполнении
- 1978 — Объяснение в любви — Косымов
- 1978 — Уходя — уходи — избитый в вагоне электрички
- 1978 — Молодая жена — пьяница
- 1978 — Ярославна, королева Франции — Рагнвальд, варяжский ярл
- 1978 — Познавая белый свет
- 1979 — Инженер Графтио — Феофанов, плотник
- 1979 — Нескладуха — мужик с забинтованной щекой
- 1979 — Открытая книга — почтальон
- 1980 — Личной безопасности не гарантирую — Ваня Клест
- 1980 — Два долгих гудка в тумане — Иван Чиж
- 1981 — Сто радостей, или Книга великих открытий
- 1981 — 20-е декабря — Кирьяков
- 1982 — Сквозь огонь — Тимофеев
- 1982 — Людмила — стрелочник
- 1983 — Средь бела дня… — Степаныч
- 1983 — Магия чёрная и белая — милиционер
- 1983 — Я тебя никогда не забуду — не тот Иванов
- 1984 — Преферанс по пятницам
- 1984 — Ребячий патруль — милиционер Федор
- 1984 — Каждый десятый — хозяин избы
- 1985 — Грядущему веку 5 серия — отец
- 1985 — Тревоги первых птиц — старшина
- 1986 — Тихое следствие — старший оператор Топтунов
- 1986 — Левша — старый кузнец
- 1986 — В семнадцать мальчишеских лет — Саня Солодухин, сержант
- 1986 — Прорыв — бригадир Осьмёркин
- 1987 — Везучий человек — Черкашин
- 1987 — Джек Восьмёркин — «американец» — дед Бутылкин
- 1987 — Жизнь Клима Самгина — Суслов
- 1987 — Серебряные струны
- 1987 — Три лимона для любимой
- 1987 — Петроградские Гавроши — большевик, стреляющий из пушки
- 1988 — Вы чьё, старичьё? — попутчик Касьяна
- 1989 — Навеки — 19 (1 серия)
- 1989 — Псы — шофёр
- 1989 — Из жизни Фёдора Кузькина — Фёдор Кузькин
- 1989 — Кончина — Самоха
- 1991 — Хмель — Ксенофонт
- 1992 — Рэкет
- 1992 — Тайна— Блаженный